# Val-de-la-Haye
Val-de-la-Haye és un municipi francès situat al departament del Sena Marítim i a la regió de Normandia. L'any 2014 tenia 694 habitants.

## Demografia

### Població
El 2007 la població de fet de Val-de-la-Haye era de 746 persones. Hi havia 280 famílies de les quals 48 eren unipersonals (16 homes vivint sols i 32 dones vivint soles), 100 parelles sense fills, 112 parelles amb fills i 20 famílies monoparentals amb fills.
La població ha evolucionat segons el següent gràfic:
Habitants censats

### Habitatges
El 2007 hi havia 303 habitatges, 288 eren l'habitatge principal de la família, 3 eren segones residències i 12 estaven desocupats. 290 eren cases i 10 eren apartaments. Dels 288 habitatges principals, 227 estaven ocupats pels seus propietaris, 51 estaven llogats i ocupats pels llogaters i 10 estaven cedits a títol gratuït; 1 tenia una cambra, 10 en tenien dues, 31 en tenien tres, 73 en tenien quatre i 173 en tenien cinc o més. 230 habitatges disposaven pel capbaix d'una plaça de pàrquing. A 120 habitatges hi havia un automòbil i a 150 n'hi havia dos o més.

### Piràmide de població
La piràmide de població per edats i sexe el 2009 era:
| Homes | Edats   | Dones |
| ----- | ------- | ----- |
| 0     | 95 o +  | 0     |
| 0     | 90 a 94 | 4     |
| 0     | 85 a 89 | 4     |
| 4     | 80 a 84 | 8     |
| 4     | 75 a 79 | 4     |
| 16    | 70 a 74 | 4     |
| 24    | 65 a 69 | 36    |
| 16    | 60 a 64 | 16    |
| 8     | 55 a 59 | 16    |
| 48    | 50 a 54 | 24    |
| 32    | 45 a 49 | 32    |
| 48    | 40 a 44 | 40    |
| 28    | 35 a 39 | 40    |
| 28    | 30 a 34 | 16    |
| 20    | 25 a 29 | 12    |
| 4     | 20 a 24 | 8     |
| 36    | 15 a 19 | 48    |
| 36    | 10 a 14 | 24    |
| 20    | 5 a 9   | 44    |
| 24    | 0 a 4   | 16    |

## Economia
El 2007 la població en edat de treballar era de 515 persones, 365 eren actives i 150 eren inactives. De les 365 persones actives 346 estaven ocupades (180 homes i 166 dones) i 19 estaven aturades (11 homes i 8 dones). De les 150 persones inactives 68 estaven jubilades, 45 estaven estudiant i 37 estaven classificades com a «altres inactius».

### Ingressos
El 2009 a Val-de-la-Haye hi havia 285 unitats fiscals que integraven 750 persones, la mediana anual d'ingressos fiscals per persona era de 21.564 €.

### Activitats econòmiques
Dels 26 establiments que hi havia el 2007, 4 eren d'empreses de construcció, 6 d'empreses de comerç i reparació d'automòbils, 4 d'empreses de transport, 3 d'empreses d'hostatgeria i restauració, 1 d'una empresa financera, 4 d'empreses de serveis, 1 d'una entitat de l'administració pública i 3 d'empreses classificades com a «altres activitats de serveis».
Dels 5 establiments de servei als particulars que hi havia el 2009, 1 era un guixaire pintor, 2 lampisteries, 1 perruqueria i 1 restaurant.
Dels 2 establiments comercials que hi havia el 2009, 1 era una botiga de més de 120 m² i 1 una fleca.

## Equipaments sanitaris i escolars
El 2009 hi havia una escola elemental.

## Poblacions més properes
El següent diagrama mostra les poblacions més properes.